# Stolec (Basse-Silésie)
Pour l’article homonyme, voir Stolec (Łódź).
Stolec est une localité polonaise de la gmina et du powiat de Ząbkowice Śląskie en voïvodie de Basse-Silésie.

## Histoire
De 1742 à 1945, Stolz fait partie de l'arrondissement de Frankenstein-en-Silésie dans le district de Breslau au sein de la province de Silésie.